# Pinjarra
Pinjarra ist eine Stadt mit etwa 3900 Einwohnern (2016) im australischen Bundesstaat Western Australia. Pinjarra befindet sich 86 Kilometer südlich von Perth und 21 Kilometer südöstlich von der Küstenstadt Mandurah am South Western Highway. Sie liegt in der Peel-Region und ist der Sitz des Verwaltungsgebiet (LGA) Shire of Murray.
In der Nähe der heutigen Stadt fand der Kampf von Pinjarra zwischen britischen Siedlern und den Noongar statt, bei dem 15 bis 30 – die genaue Zahl ist unbekannt – der australischen Ureinwohner getötet wurden. 

## Geschichte
Im Jahr 1830 wurden Thomas Peel 250.000 Acres (etwa 1000 km²) Land in der Gegend vom Cockburn Sound zum Murray River zugesprochen. Die Gegend, heute auch als Peel-Region bekannt, war als neues Farmland gedacht, nachdem aller fruchtbarer Boden entlang des Swan River bereits vergeben war. 1831 wurde ein Teil des Gebiets für eine Stadt reserviert. Allerdings hatte die Gründung der Stadt Pinjarra einen schlechten Start, da schon bald Konflikte zwischen den Aborigines und den Siedlern aufflammten. Rinder wurden getötet, Felder und Gebäude angezündet und auf beiden Seiten kam es zu Toten. Mit der Ermordung von Hugh Nesbit eskalierte der Streit. James Stirling, John Septimus Roe und eine Abteilung Soldaten umzingelten die Noongar und eröffneten das Feuer. Der Kampf von Pinjarra, oft auch Pinjarra Massaker genannt, sollte als einer der dunkelsten und blutigsten Tage in die Geschichte Westaustraliens eingehen. Ironischerweise arbeiteten danach Siedler und Ureinwohner gut zusammen und 1836 wurde die Stadt vermessen und ein Jahr später die Grundstücke den Siedlern zugewiesen.
Die Stadt wurde zur Zeit der Gründung oft Pinjarrup oder auch Pinjarrah genannt, erst 1880 erhielt sie offiziell den heute gültigen Namen. Die Bedeutung des Namens ist umstritten, zum einen kann es in der Sprache der Aborigines Ort des Sumpfes bedeuten, aber es ist wahrscheinlicher, dass er sich vom Namen Pindjarup, einem Clan der Noongar, ableitet.

## Unternehmen
Wenige Kilometer östlich des Stadtzentrums befindet sich die Pinjarra-Aluminiumoxidraffinerie mit ca. 1000 Beschäftigten.

## Söhne und Töchter der Stadt
- Ross McLarty (1891–1962), 17. Premier von Western Australia
- Rhodes W. Fairbridge (1914–2006), Geologe